# Gardineria simplex
Gardineria simplex is een rifkoralensoort uit de familie van de Gardineriidae. De wetenschappelijke naam van de soort is voor het eerst geldig gepubliceerd in 1878 door Pourtalès.